# حلوای پترالی
حلوای پترالی (نام علمی: Eopsetta jordani) نام گونه‌ای از تیره کفشک‌ماهیان راست‌روی است.